# 乌兹别克斯坦共和国中央银行
乌兹别克斯坦共和国中央银行（英語：Central Bank of the Republic of Uzbekistan，简称CBU）是乌兹别克斯坦的中央銀行，是乌兹别克索姆的发钞行。它成立于1991年，总部位于塔什干。
依据《乌兹别克斯坦共和国宪法》第124条以及《银行和银行活动法》第1条，央行是一个法人实体，一个公共机构，由国家全资拥有。但其在经济上是独立地管理控制自己收入及成本，国家不承担其债务责任。而在行政上中央银行对国家议会负责，但不受其领导。

## 历史
1991年乌兹别克斯坦共和国通过《银行和银行活动法》（英語：law of “About the banks and banking activity”），乌兹别克斯坦共和国中央银行成立。紧接着在1993年，中央银行系统的改革开始进行，以促进银行结构的实质形成。不久后在1994年7月1日，法定货币乌兹别克索姆开始发行，它成为乌兹别克斯坦经济发展的一个重要里程碑。事实上它意味着央行成为活动完全独立的机构。

乌兹别克斯坦共和国于1996年发布了新《银行和银行活动法》，明确了二层银行体系（央行-商业银行）的法律框架。1997年，一个现代化的跨银行电子支付系统软件开发完成，实现在国内所有账户自动转账支付于3-15分钟内完成。到了1999年，乌央行开展国际货币政策的进一步开放，制定并推出了外汇买卖场外柜台及外汇市场的监管机制。跟着在2001年7月1日，央行出台了法规，让出口企业可以直接将外汇收汇到国内的储蓄银行账户内，以鼓励中小企业的发展。接着在2002年，央行出台了“关于公民在银行的资金安全保障”的法规，建立了公民在银行资金安全的担保基金，成立有效机制以保障人民群众在银行的存款。然后又在2006年10月，出台了“关于消费信贷”的法规以应对按揭贷款兴起，增加银行消费信贷的金额以及通过法律给金融消费者以安全保障。

2010年，乌商业银行开始成为一个具体的信贷机构，一方面吸引了行业的临时备用资金，另一方面又满足央行自己的财务要求。

2014年3月29日，乌政府出台法令，规定乌本土法人在国外银行开设外币和本币账户时需获得乌央行下发的许可，以遏制国内资本外流。

## 目标与职能

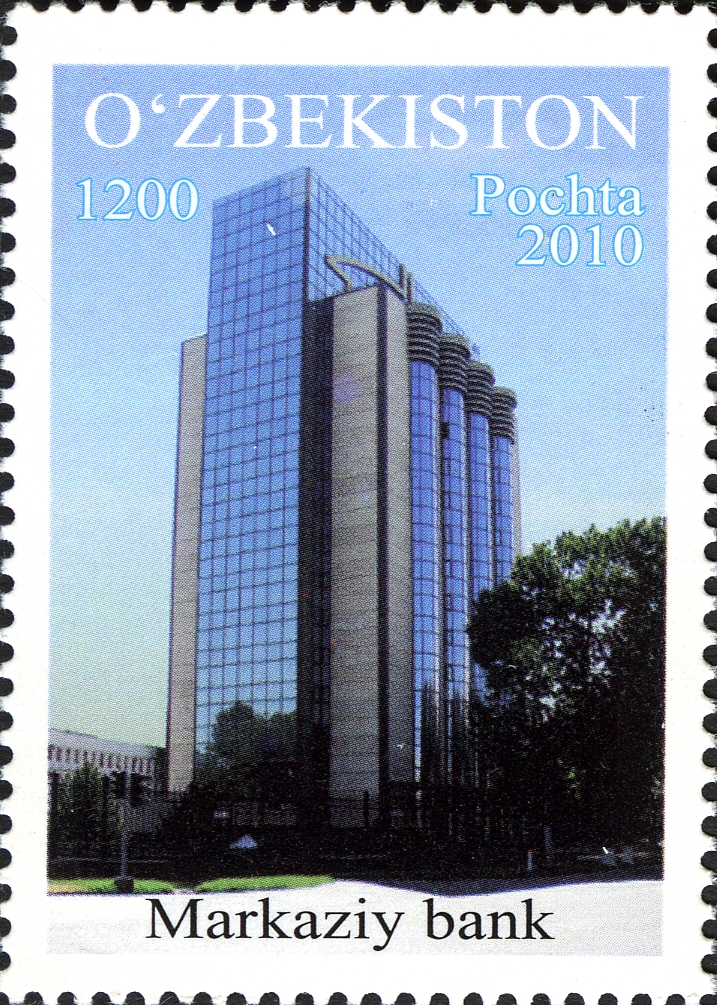
乌兹别克斯坦共和国中央银行大楼

### 目标
确保本国货币乌兹别克索姆的稳定以及维持其购买力，调控物价。。

### 职能

#### 法定职权
依据《银行和银行活动法》第1条，乌央行职权为：
- 制定、发布以及实施货币政策，比如通过信贷和外汇业务改变货币供应量。
- 组织和提供有效的支付系统。
- 执行和监督银行和其他金融机构的监管职能。
- 发行国家的纸币和硬币，并垄断其法定的货币发行权。
- 提供经济统计数据，担任政府的经济顾问，以及担任国家对外的财政代理人。
- 储备和管理官方外汇储备。

#### 禁止活动
依据《银行和银行活动法》第4条，乌央行无权：
- 为任何个人与企业提供财务资助。
- 开展盈利性质商业活动。
- 参与银行和其他法律实体的资本（除非法律另有规定的）。

## 组织结构
乌央行下设部门分别由主席与数位副主席管理：
| | |
| - 中央银行主席管理： - 中央银行执行办公室（英語：Executive Office of the Central Bank） - 执行理事会秘书处（英語：Secretariat of the Executive Board） - 信息分析及汇总部（英語：Information-Analytical Consolidation Department） - 内部审计部（英語：Department of Internal Audit） - 金融与经济部（英語：Financial and Economic Department） - 商业管理部（英語：Business Administration Department） - 第二司（英語：Second Division） - 法务司（英語：Legal Division） - 新闻中心（英語：Press Service） - 常务副主席管理： - 货币流通部（英語：Monetary Circulation Department） - 信贷机构授权及监管部（英語：Department of Licensing and Regulation of Credit Institutions） - 非银行信贷机构监管司（英語：Division of Supervision and Regulation of Non-Bank Credit Organizations） - 银行检查部（英語：Department of Banking Inspection） - 银行投资组合监测部（英語：Department of the Investment Portfolio Monitoring of Banks） - 国家征信信息局（英語：The National Institute of Credit Information） - 商业银行证券司（英語：Commercial Bank Securities Division） - 银行系统工作方法协调司（英語：Division on Coordination of Methodological Work in the Banking System） - 安全事务副主席管理： - 安保与信息保护部（英語：Department of Security and Information Protection） - 内部控制及反洗钱协调司 （英語：Division on Coordination of Internal Controls and Anti-Money Laundering） - 人力资源部（英語：Department of Human Resources） - 中央银行培训中心（英語：Training Center of the Central Bank） - 第一司（英語：First Division） - 副主席管理： - 货币发行及现金业务司（英語：Division of Issuing and Cash Operations） - 支付系统与信息技术部（英語：Department of the Payment System and Information Technology） - 会计及国家预算执行部（英語：Accounting and State Budgetary Cash Implementation Department） - 信息化中心（英語：Main Centre of Informatization） | - 副主席管理： - 货币政策部（英語：Monetary Policy Department） - 国际储备管理部 （英語：International Reserves Management Department） - 国际结算和银行交易部 （英語：Department of International Settlements and Interbank Transactions） - 外汇监管与控制部（英語：Exchange Regulation and Control Department） - 国内外汇市场运作司（英語：Division of Domestic Exchange Market Operations） - 外汇兑换交易特别司（英語：Special Division of Currency-Exchange Transactions） - 外汇兑换处（英語：Uzbek Republican Currency Exchange） - 金融业开发局（英語：Financial Sector Development Agency） - 副主席管理： - 共和国现金收款服务处（英語：State unitary enterprise） - 国家产业合并署（英語：State Production Amalgamation） - 副主席管理： - 国家检验局（英語：State Assay Office） - 贵金属代理局（英語：Agency for Precious Metals） - 区域办公室： - 塔什干市区域办公室（英語：Tashkent city） - 塔什干州区域办公室（英語：Tashkent region） - 安集延州区域办公室（英語：Andijan region） - 布哈拉州区域办公室（英語：Bukhara region） - 吉扎克州区域办公室（英語：Jizzakh region） - 纳沃伊州区域办公室（英語：Navoi region） - 纳曼干州区域办公室（英語：Namangan region） - 撒马尔罕州区域办公室（英語：Samarqand region） - 苏尔汉河州区域办公室（英語：Surkhondarya region） - 锡尔河州区域办公室（英語：Sirdariya region） - 费尔干纳州区域办公室（英語：Fergana region） - 花拉子模州区域办公室（英語：Khorezm region） - 卡拉卡尔帕克斯坦自治共和国区域办公室（英語：Republic of Karakalpakstan） - 卡什卡达里亚州区域办公室（英語：Kashkadarya region） |